# Mate Kovačević (novinar)
Mate Kovačević je hrvatski novinar, publicist i politički analitičar.
Piše za Hrvatsko slovo. Sudionik je tribina i okruglih stolova u organizaciji Hrvatskog kulturnog vijeća, Hrvatskog slova, Udruge za hrvatski identitet i prosperitet i sl.

## Djela
- Croatia, Croatian institute for health insurance, 1997.
- Hrvati Herceg-Bosne: narod koji nestaje, HKZ-Hrvatsko slovo, 2007.
- Bespuća hrvatske politike, Naklada Svitava, 2009.
- Kraj vremena veleizdajnika? (suautor: Josip Pečarić), 2009.
- Thompson : u očima hrvatskih intelektualaca: bilo je i to jednom u Hrvatskoj (suprireditelj: Josip Pečarić), 2009.
- Hrvatska i balkanski savezi, HKZ-Hrvatsko slovo, 2012.
- Pet stoljeća borbe za Hrvatsku : književnost, historiografija, politika, jezikoslovlje, HKZ-Hrvatsko slovo, 2013.
- Sudbina hercegbosanskih Hrvata - Suverenost u okviru EU federalizma, HKZ-Hrvatsko slovo, 2014.
- Petnaest mračnih godina (2000. – 2015.), HKZ-Hrvatsko slovo, 2015.
- Biljezi hrvatskoga identiteta: zemljopis, politika, vojništvo, povijest, arheologija, književnost, književna povijest, jezikoslovlje, HKZ-Hrvatsko slovo, Zagreb, 2016.
- Herceg -Bosna: Kulturni, politički i državnopravni identitet, Ogranak Matice hrvatske Čitluk, Čitluk/Zagreb, 2019.
- Stoljeće borbe za hrvatsku državu, HKZ-Hrvatsko slovo, Zagreb, 2022.
- Putovima Hrvatskoga proljeća, Ogranak Matice hrvatske u Zadru, Zadar, 2023.